# Sólo potápění

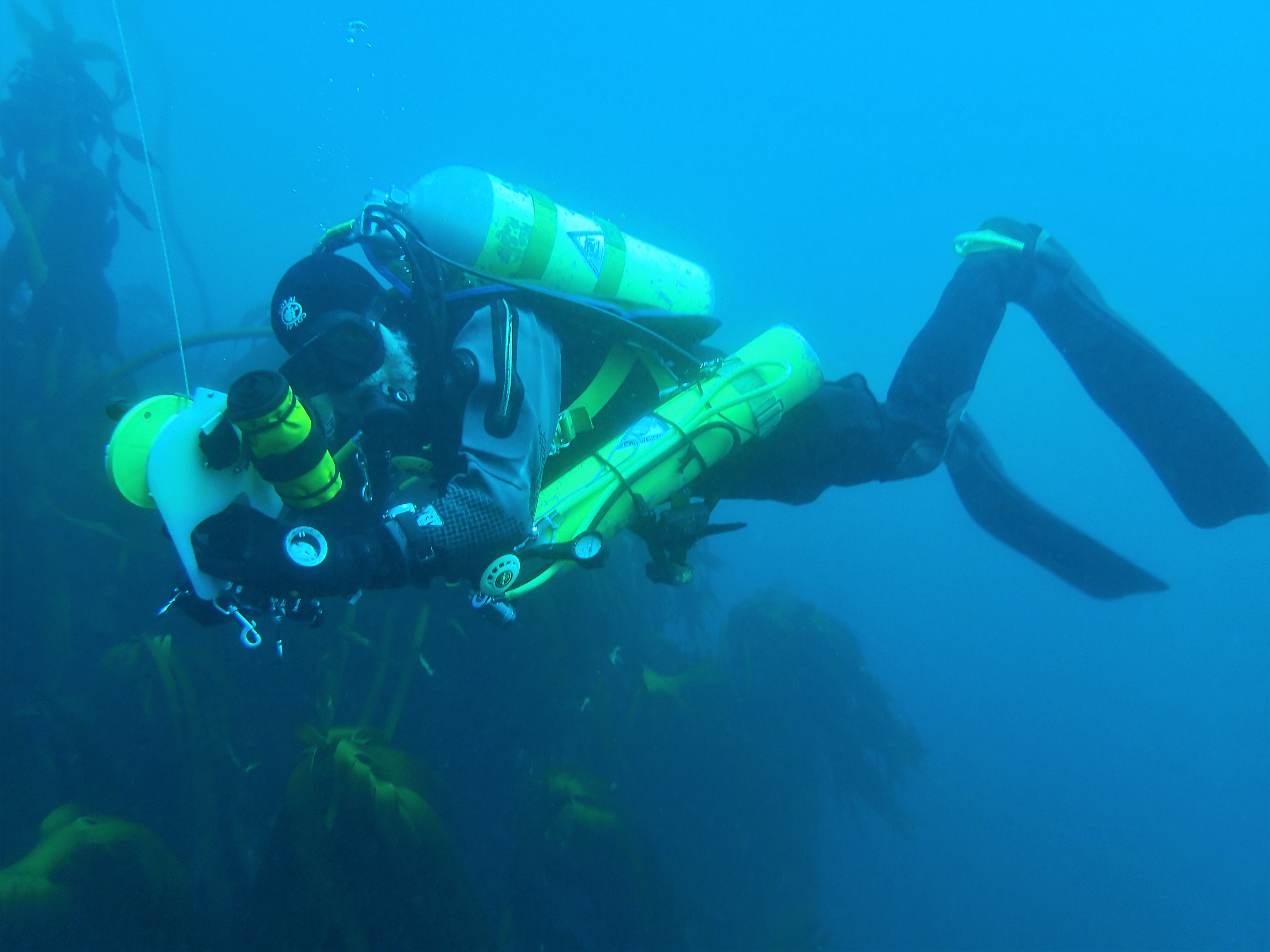
Peter Southwood 2017

Sólo potápění, občas také sólové potápění je jednou z forem přístrojového potápění, kdy se potápěč (sólo potápěč – solo diver) potápí sám bez potápěčského partnera – buddyho. Na první pohled to může působit zvláštně, neboť od základních kurzů (bez ohledu na výcvikovou agenturu) se potápěči učí potápět přinejmenším ve dvojici, tzv. buddy teamu.

## Kvalifikace pro sólo potápění
Dlouhá léta bylo sólo potápění doménou technických potápěčů – při potápění do velkých hloubek, při vrakovém potápění a při jeskynním potápění. Tito potápěči neměli žádnou zvláštní certifikaci pro sólo potápění.
Na přelomu tisíciletí se však sólo potápění zpřístupnilo i rekreačním potápěčům. Prvními výcvikovými agenturami, které začaly školit sólo potápění školit. Jednalo se o kurz (certifikaci) Solo Diver pod křídly agentur American Nitrox Divers Inc. (ANDI) a Scuba Diving International (SDI). O dvanáct let později se na vlně úspěchu kurzů dvou výše uvedených agentur pokusila svézt i agentura PADI se svým kurzem Self Reliant Diver.
Kromě zvláštního výcviku vyžaduje sólo potápění i zvláštní výstroj (zálohování výstroje) a plánování ponorů.

## Výcvik sólo potápění
Obsahem kurzu Solo Diver (u agentury SDI) je:
- Myšlení a jednání mimo škatulku buddy systému
- Nad rámec základního plánování hospodaření s plyny
- Řešení problémů s výstrojí
- Řešení nouzových situací s chladnou hlavou a bez paniky
- Pokud zůstaneme příliš dlouho, zaplaveme příliš hluboko, nebo se ztratíme
- Zvláštní vybavení pro sólo potápění
- „Perfektní“ plán ponoru
- Praktický výcvik

### Proč sólo potápění
Kromě technických potápěčů je kurz sólo potápění největším přínosem pro:
- rodiče, kteří se potápějí se svými dětmi
- potápěče, kteří se často potápějí s méně zkušeným buddym
- potápěče, kteří nemají stálého buddyho a na potápěčských výletech jim vždy přidělí jiného
- podvodní fotografy
- podvodní kameramany
- každého, kdo se chce zdokonalit v potápěčských dovednostech